# Sommet spécial du G7 de 2020
Pour un article plus général, voir Groupe des sept.
Le sommet spécial du G7 est une réunion exceptionnelle du G7 entre les dirigeants des sept pays les plus industrialisés et l'Union européenne, le 16 mars 2020 à l'initiative de la France. Le sujet évoqué est celui de la pandémie de maladie à coronavirus de 2019-2020 et de l'inquiétude des marchés financiers.